# Macrotelsonia strouhali
Macrotelsonia strouhali là một loài chân đều trong họ Tendosphaeridae. Loài này được Frankenberger miêu tả khoa học năm 1938.